# Anselmo Petite
Anselmo Petite (Villalpando, provincia de Zamora, 7 de abril de 1744 - Lérez, provincia de Pontevedra, 4 de febrero de 1805) fue un abad benedictino observante del monasterio de San Millán de la Cogolla y uno de los primeros traductores de los Evangelios al castellano.

## Biografía
Tomó el hábito benedictino observante en San Millán de la Cogolla el 25 de febrero de 1760 y profesó el 1 de marzo de 1761. Estudió filosofía y teología en los colegios benedictinos de Valladolid, y en Irache (1762-1763), Salamanca, Valladolid y Madrid. Fue pasante de Irache (1770-1773), en cuya universidad se graduó además en Teología, Filosofía y Cánones el 7 de mayo de 1775. Luego fue maestro de estudiantes de Salamanca y secretario del consejo de aquel monasterio (1773-1777). En 1777 fue nombrado lector de tercia del colegio de Salamanca, pero no pudo ejercer por haber sido elegido abad de San Millán (1777-1781), donde apeó toda la hacienda, cerró el claustro con ventanas y balcones y puso en él los veinticuatro cuadros de la vida de San Millán pintados por José Bejes, renovó las cercas de la huerta, mejoró la luz de la biblioteca y la adornó con cuadros, además de aumentar sus fondos bibliográficos. También defendió la jurisdicción nullius del monasterio. Asimismo fue dos veces definidor general de la Congregación (1785-1789 y 1797-1801), visitador y lector de teología moral y Sagrada Escritura en San Millán (1789-1793), propuesto para abad general de la Congregación en 1797. Fue elegido por vez segunda abad de San Millán (1797-1801) y finalmente abad del monasterio de San Salvador de Lérez (Pontevedra) de 1801 a 1805, año en que murió.
Cuando en 1782 la Inquisición permitió la traducción de la Biblia al español, el padre Felipe Scío de San Miguel hizo una edición íntegra y bilingüe de la obra con caras ilustraciones pero él ya había emprendido la de los Salmos y la de los Evangelios. Aunque era normal que las ediciones fueran bilingües, algunas de las suyas de los Evangelios, realizadas directamente desde la Vulgata de San Jerónimo, prescindieron del texto latino: por eso fue el primero en realizar ediciones populares de la obra, como ha mencionado Felipe Ramos, ya que hizo factible las Sagradas Escrituras en castellano en cuanto que más baratas. Poco a poco, sin embargo, su versión fue quedando relegada por la de los padres José Petisco y Félix Torres Amat.
La versión de Petite es literal y posee una introducción apologética de la traducción vernácula. Las notas son netamente patrísticas, y cita en especial a San Juan Crisóstomo y a San Agustín, aunque también hay otras de otros expositores y santos, por ejemplo del dominico Natalis Alexandri.

## Obras
- Los Santos Evangelios traducidos al castellano con notas, Madrid: Imprenta Real, 1788; una docena de reimpresiones.
- Los salmos penitenciales y graduales en latín y castellano con las letanías y preces y una glosa de afectos morales para cada uno de sus versos, Valladolid, Tomás de Santander, 1784 (Madrid, Imp. Real, 1787)
- Los santos evangelios traducidos al castellano con notas sacadas de los Santos Padres y expositores sagrados, Valladolid, Tomás de Santander, 1785 (Madrid, Imprenta Real, 1788 y 1798; Barcelona, 1814; 7.ª ed. Barcelona, Imp. Brussi, 1832; Madrid, Imp de Tejado, 1866; Madrid, Apostolado de la Prensa, s. a.; Salamanca, S. Ferreira, 1926)
- Traducción del francés de Conducta de confesores en el Tribunal de la Penitencia, según las instrucciones de San Carlos Borromeo y la doctrina de San Francisco de Sales, Madrid, Benito Cano, 1790 (Madrid, José de Urrutia, 1792)
- Traducción del francés de Conducta de las almas en el camino de la perfección para servir de suplemento a la conducta de los confesores en el tribunal de la penitencia, Madrid, Benito Cano, 1790 (Madrid, José de Urrutia, 1792; Madrid, Imprenta Real, 1796, 2 vols.)
- Catálogo de bienhechores de Monserrate, sacado de los originales de archivo, Ms.